# Thismiaceae
Famille
Les Thismiaceae sont une famille de plantes de l’ordre des Dioscoreales.

## Liste des genres
Selon BioLib (29 décembre 2017) :
- genre Afrothismia (Engl.) Schltr.
- genre Haplothismia Airy Shaw
- genre Oxygyne Schltr.
- genre Thismia Griff.
- genre Tiputinia P.E. Berry & C.L. Woodw.

Selon GRIN (29 décembre 2017) (Attention liste brute contenant possiblement des synonymes) :
- genre Afrothismia (Engl.) Schltr.
- genre Bagnisia Becc.
- genre Geomitra Becc.
- genre Glaziocharis Taub.
- genre Haplothismia Airy Shaw
- genre Mamorea de la Sota
- genre Ophiomeris Miers
- genre Oxygyne Schltr.
- genre Scaphiophora Schltr.
- genre Thismia Griff.
- genre Tiputinia P. E. Berry & C. L. Woodw.
- genre Triscyphus Taub.
- genre Triurocodon Schltr.

Selon ITIS (29 décembre 2017) et NCBI (29 décembre 2017) :
- genre Thismia Griff., 1839